# Tatarbunary
Tatarbunary (ukrainisch Татарбунари; russisch Татарбунары, rumänisch Tatarbunar oder Tatarești, türkisch Tatarpınarı) ist eine Stadt im Budschak im Süden der Ukraine mit etwa 10.000 Einwohnern.

## Lage

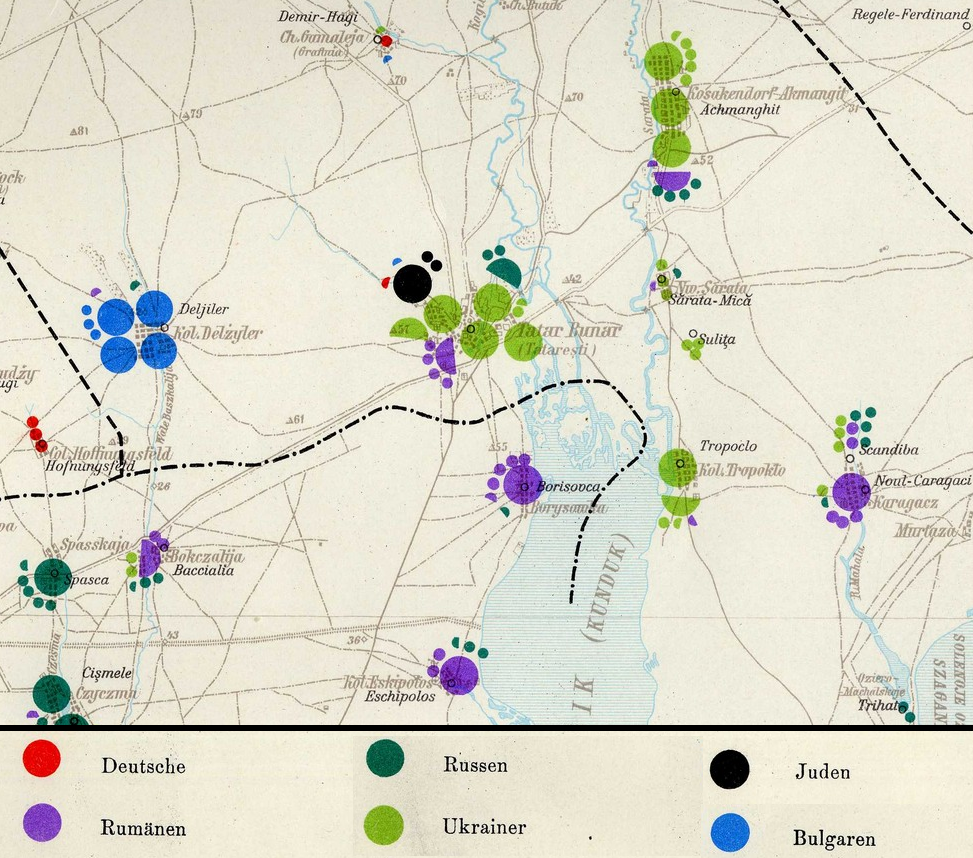
Karte mit Ethnien in Tatarbunary, 1930

Tatarbunary liegt 33 Kilometer nördlich des Donaudeltas und etwa 104 Kilometer südwestlich von Odessa an der Mündung des Flusses Kohylnyk in den Sassyksee und war bis Juli 2020 das administrative Zentrum des Rajons Tatarbunary innerhalb der Oblast Odessa.
Durch die Stadt verläuft die Fernstraße M 15.

## Geschichte
Die Stadt entstand vermutlich im 16. Jahrhundert unter der türkischen Herrschaft in diesem Gebiet (später Fürstentum Moldau). Der Name der Stadt bedeutet „Tatarenbrunnen“ (vom türkischen Wort „pınar“ für Quelle oder Brunnen) und wurde von den Bessarabienbulgaren so bezeichnet. 1812 wurde die Stadt, wie der gesamte Budschak, von Russland annektiert, kam zwischenzeitlich 1854 bis 1878 wieder zum Fürstentum Moldau und wurde 1918 bis 1940/1944 ein Teil des Königreichs Rumänien. 1924 kam es zum Aufstand von Tatarbunary, einem pro-sowjetischen Volksaufstand, der von den Bolschewiki initiiert wurde. Nach dem Hitler-Stalin-Pakt kam die Stadt zur Sowjetunion, wurde nach dem Überfall auf die Sowjetunion aber wieder bis 1944 von Rumänien besetzt, danach gehörte sie zur Ukrainischen SSR und seit dem Zerfall der Sowjetunion 1991 zur unabhängigen Ukraine. Seit 1978 hat Tatarbunary den Status einer Stadt.

## Verwaltungsgliederung
Am 12. Juni 2020 wurde die Stadt zum Zentrum der neugegründeten Stadtgemeinde Tatarbunary (Татарбунарська міська громада/Tatarbunarska miska hromada), bis dahin bildete sie die gleichnamige Stadtratsgemeinde Tatarbunary (Татарбунарська міська рада/Tatarbunarska miska rada) im Zentrum des Rajons Tatarbunary.
Seit dem 17. Juli 2020 ist sie ein Teil des Rajons Bilhorod-Dnistrowskyj.
Folgende Orte sind neben dem Hauptort Tatarbunary Teil der Gemeinde:
| Name                     | Name            | Name                                 | Name              |
| ukrainisch transkribiert | ukrainisch      | russisch                             | rumänisch         |
| ------------------------ | --------------- | ------------------------------------ | ----------------- |
| Baschtaniwka             | Баштанівка      | Баштановка (Baschtanowka)            | Baccialia         |
| Bilolissja               | Білолісся       | Белолесье (Belolesje)                | Achmanghit        |
| Boryssiwka               | Борисівка       | Борисовка (Borissowka)               | Borisovca         |
| Delschyler               | Дельжилер       | Дельжилер (Delschiler)               | Deljiler          |
| Hlyboke                  | Глибоке         | Глубокое (Glubokoje)                 | Eschipolos        |
| Neruschaj                | Нерушай         | Нерушай                              | Nerușai           |
| Nowa Oleksijiwka         | Нова Олексіївка | Новая Алексеевка (Nowaja Alexejewka) | Alexandrovca Nouă |
| Spaske                   | Спаське         | Спасское (Spasskoje)                 | Spasca            |
| Strumok                  | Струмок         | Струмок                              | Cișmele           |